# Frank Nelson (athlétisme)
Pour les articles homonymes, voir Frank Nelson et Nelson.
Frank Thayor Nelson (né le 22 mai 1887 à Détroit et décédé le 16 juillet 1970 à Grosse Pointe) est un athlète américain spécialiste du saut à la perche. Affilié au Harvard Crimson, il mesurait 1,70 m pour 63 kg.

## Biographie

### Palmarès
| Date | Compétition           | Lieu      | Résultat | Performance |
| ---- | --------------------- | --------- | -------- | ----------- |
| 1912 | Jeux olympiques d'été | Stockholm | 2e       | 3,85 m      |

### Records
| Épreuve          | Performance | Lieu      | Date |
| ---------------- | ----------- | --------- | ---- |
| Saut à la perche | 3,85 m      | Stockholm | 1912 |